# Masahiro Iwata
Masahiro Iwata (岩田 昌浩 Iwata Masahiro?), född 23 september 1981 i Gifu prefektur, är en japansk före detta fotbollsspelare.
Iwata började sin karriär 2000 i Nagoya Grampus Eight. Efter Nagoya Grampus Eight spelade han för Clementi Khalsa, SC Tottori och FC Gifu. Han avslutade karriären 2008.